# Acalolepta similis
Acalolepta similis là một loài bọ cánh cứng trong họ Cerambycidae.